# إم إس سي سي شور
ام اس سي سي شور (بالإنجليزية: MSC Seashore)‏ هي سفينة سياحية والتي تملكها وتديرها ام اس سي للرحلات البحرية. ودخلت في الخدمة في عام 2021. وهي سفينة متطابقة نسبيا مع سفينة ام اس سي سي سايد ضمن اسطول الشركة من فئة سي سايد.

## نبذة
في 29 نوفمبر 2017 أعلنت شركة ام اس سي أنها طلبت منفينكانتييري بناء سفينتين جديدتين من فئة سي سايد ايفو بقيمة 1,8 مليار يورو على أن يكون تسليمهما في 2021 و 2023 على التوالي. حيث كشفت الشركة في حفل مراسم قطع فولاذ السفينة في 26 نوفمبر 2018 عن اسم أولهما باسم ام اس سي سي شور. وفي 19 سبتمبر 2019 أقيمت مراسم وضع عارضة السفينة، تم تعويمها في 20 أغسطس 2020 ونقلها إلى الرصيف لإكمال أعمال التجهيز ثم تسليمها في يوليو 2021.
ارتكز التصميم الهندسي لـ سي شور والسفن الشقيقة سي سايد على مشروع ميل الذي أطلق من قبل شركة فينكانتييري، وتزعم الشركة أنه أعيد تصميم أكثر من 65 بالمائة من السفينة عن التصميم العام في السفن الشقيقة الأقدم من فئة سي سايد. بحيث هي أكبر من السفن الشقيقة الأقدم بارتفاع يبلغ 74 مترًا (243 قدمًا)، وعرض 41 مترًا (135 قدمًا)، وطولها 339 مترًا (1112 قدمًا). كما تبلغ حمولتها الإجمالية 170412 طنًا، وتتضمن مساحة 10000 متر مربع من مساحة الأسطح الإضافية، و200 كابينة ركاب إضافية، لتسع 4540 راكبًا في الإشغال المزدوج أو بالسعة القصوى 5877 راكبًا، وذلك يضيف 758 أكثر من تلك الموجودة على السفن من فئة سي سايد. تتميز السفينة بميزات مصممة لتعزيز الكفاءة، مثل نظام التحفيز الانتقائي للنتروجين للتحكم في انبعاثات السفينة، وطلاء مضاد للرسوبيات لتقليل مقاومة الأمواج على هيكل السفينة. هي أول سفينة سياحية جديدة تتميز بتقنية متقدمة لتدوير الهواء تقلل من خطر الإصابة بالفيروسات.